# Мендес, Браис
Браи́с Ме́ндес Порте́ла (исп. Brais Méndez Portela; род. 7 января 1997, Мос, Галисия) — испанский футболист, полузащитник клуба «Реал Сосьедад».

## Ранние годы
Браис Мендес родился 7 января 1997 года в небольшом городе Мос в Галисии. Его отец, Модесто Мендес по прозвищу «Пупи», был футболистом и выступал в третьем дивизионе Испании. Браис начинал играть в футбол в детской команде Сардомы, пригорода Виго. Затем он играл за команду «Санта-Маринья». В тринадцатилетнем возрасте Мендес переехал в Вильярреаль, расположенный в 1009 км от его дома, чтобы играть за молодёжную команду местного клуба. Через два года, затосковав по дому, Браис вернулся в Галисию и присоединился к молодёжной команде клуба «Сельта» из Виго, где стремительно прогрессировал.

## Клубная карьера
С 2014 года выступал за вторую команду. Дебютировал за неё 7 сентября 2014 года в матче против «Мурсии». В общем провёл 62 встречи, забил 8 мячей.
С сезона 2017/2018 привлекается к тренировкам с основной командой. 21 сентября 2017 года дебютировал в Примере в поединке против «Хетафе», выйдя в стартовом составе и будучи заменённым на 60-й минуте Эмре Мором.

## Выступления за сборную
18 ноября 2018 года Мендес дебютировал в составе национальной сборной Испании. В товарищеском матче с командой Боснии и Герцеговины он вышел на замену и забил единственный гол.

## Статистика выступлений

### Клубная статистика
| Выступление      | Выступление      | Выступление      | Лига | Лига | Кубок | Кубок | Еврокубки | Еврокубки | Итого | Итого |
| Клуб             | Лига             | Сезон            | Игры | Голы | Игры  | Голы  | Игры      | Голы      | Игры  | Голы  |
| ---------------- | ---------------- | ---------------- | ---- | ---- | ----- | ----- | --------- | --------- | ----- | ----- |
| Сельта B         | III              | 2014/15          | 3    | 0    | —     | —     | —         | —         | 3     | 0     |
| Сельта B         | III              | 2015/16          | 7    | 0    | —     | —     | —         | —         | 7     | 0     |
| Сельта B         | III              | 2016/17          | 38   | 6    | —     | —     | —         | —         | 38    | 6     |
| Сельта B         | III              | 2017/18          | 14   | 2    | —     | —     | —         | —         | 14    | 2     |
| Сельта B         | Итого            | Итого            | 62   | 8    | —     | —     | —         | —         | 62    | 8     |
| Сельта           | I                | 2017/18          | 20   | 1    | 4     | 0     | —         | —         | 24    | 1     |
| Сельта           | I                | 2018/19          | 25   | 5    | 1     | 0     | —         | —         | 26    | 5     |
| Сельта           | Итого            | Итого            | 45   | 6    | 5     | 0     | —         | —         | 50    | 6     |
| Всего за карьеру | Всего за карьеру | Всего за карьеру | 107  | 14   | 5     | 0     | —         | —         | 112   | 14    |

### Матчи за сборную
| № | Дата           | Оппонент             | Счёт | Голы | Соревнование      |
| - | -------------- | -------------------- | ---- | ---- | ----------------- |
| 1 | 18 ноября 2018 | Босния и Герцеговина | 1:0  | 1    | Товарищеский матч |

Итого: сыграно матчей: 1 / забито голов: 1; победы: 1, ничьи: 0, поражения: 0.